# Río Mera (afluente del Miño)
El río Mera es un corto río del noroeste de la península ibérica que discurre por la provincia de Lugo, Galicia, España.

## Curso
El río Mera llega por el margen derecho al río Miño, en la parroquia de Orbazai. Nace cerca del cordal de O Chao a unos 697 metros (cerca del Monte das Bestas), en la parroquia de Santalla de Bóveda de Mera o en la parroquia de Vilachá de Mera, según otros autores. A lo largo de su recorrido de unos 12'8 km, recibe las aguas de varios arroyos (uno de ellos con su mismo nombre, lo que lleva a que durante su curso reciba otras denominaciones) mientras fluye de sudoeste a nordeste hasta llegar a Orbazai, donde recibe las aguas del arroyo Mera, cuando en realidad ya las recibió en el lugar de A Fraga).

## Hidrónimo
El nombre tiene probablemente un origen en la hidronimia paleoeuropea. Provendría de la raíz indoeuropea *mar- /mor- ‘agua estancada’.